# Popis hrvatskih veleposlanika u Burkini Faso
Republika Hrvatska i Burkina Faso održavaju diplomatske odnose od 18. svibnja 1995. Sjedište veleposlanstva je u Rabatu.

## Veleposlanici
Hrvatska nema rezidentno veleposlanstvo u Burkini Faso. Veleposlanstvo Republike Hrvatske u Kraljevini Maroku pokriva Republiku Tunis, Republiku Senegal, Burkinu Faso, Gabonsku Republiku, Republiku Kamerun, Islamsku Republiku Mauritaniju i Republiku Cote d'Ivoire.
| Veleposlanik          | Postavljenje        | Opoziv              | Sjedište |
| --------------------- | ------------------- | ------------------- | -------- |
| Božidar Gagro         | 8. veljače 1999.    | 31. listopada 2000. | Rabat    |
| Dubravko Žirovčić     | 31. kolovoza 2004.  | 30. lipnja 2006.    | Rabat    |
| Zvonimir Frka Petešić | 30. listopada 2015. | 31. kolovoza 2017.  | Rabat    |
| Jasna Mileta          | 23. travnja 2018.   |                     | Rabat    |

## Vanjske poveznice
- Burkina Faso na stranici MVEP-a